# أم

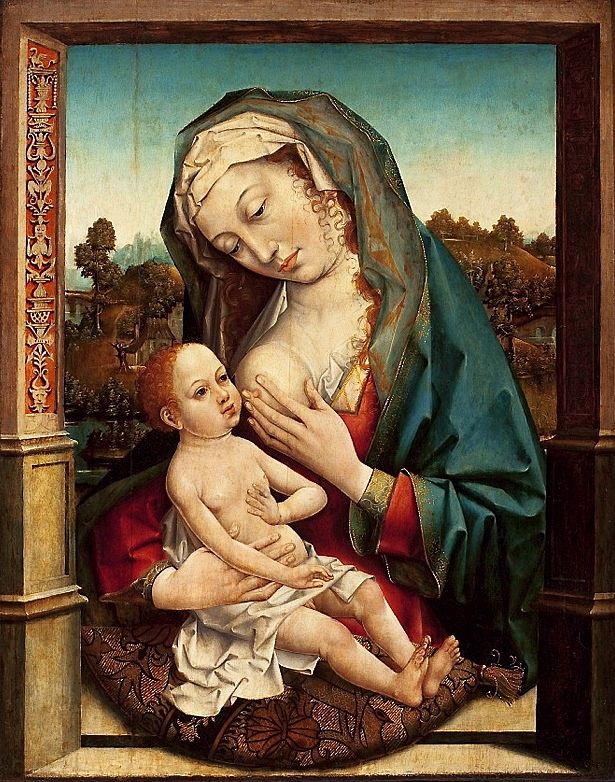
مادونا تقوم بإرضاع طفل صغير هي لوحة رسمها أحد توابع الرسام الإيطالي روجير فان در فايدن. 1510

الأم هي أنثى وَلَدَتْ طفلاً أو أكثر. والأم هي امرأة تؤدي دورًا تربطها فيه علاقة أمومة بأطفالها الذين قد يكونون من نسلها البيولوجي أو قد لا يكونون - كما هي الحال عند التبني. وبالتالي وبالاعتماد على السياق، تعتبر النساء أمهات نتيجةً للولادة، أو في حال قيامهن بتربية أطفالهن، أو قيامهن بتوفير بويضاتهن للإخصاب، أو مزيج من كل ذلك. مثل هذه الشروط توفر وسيلة لتحديد مفهوم الأمومة. فعادةً تندرج المرأة التي قامت بفعل الولادة والتي تعرضت بويضاتها للإخصاب تحت مفهوميّ «الأم البيولوجية» أو «الأم الوالدة»، بغض النظر عما إذا كانت سوف تقوم بتربية هذا الطفل. وعليه، يمكن اعتبار المرأة التي قامت بتربية طفلها دون قيامها بفعل الولادة أو توفير بويضاتها للإخصاب، مُتبنية، أما من قامت بتوفير بويضاتها للإخصاب دون قيامها بفعل الولادة، أو تلك التي قامت بفعل الولادة دون توفير بويضاتها للإخصاب؛ فتُعتبر أمًا عن طريق تأجير الأرحام. وقد تكون الأم هي من أرضعت المولود -لثلاث مرات أو خمس بحسب اختلاف أراء المذاهب الفقهية في الإسلام- دون أن تقوم بفعل الولادة أو التربية.

## الأم في الديانات

### الإسلام
قدّس الإسلام الأم بشكلٍ خاص؛ فقد ذكرها في القرآن الكريم، كما ذُكرت في السنة النبوية.

#### الأم في القرآن الكريم
- ﴿وَوَصَّيْنَا الْإِنْسَانَ بِوَالِدَيْهِ حَمَلَتْهُ أُمُّهُ وَهْنًا عَلَى وَهْنٍ وَفِصَالُهُ فِي عَامَيْنِ أَنِ اشْكُرْ لِي وَلِوَالِدَيْكَ إِلَيَّ الْمَصِيرُ ۝١٤ وَإِنْ جَاهَدَاكَ عَلَى أَنْ تُشْرِكَ بِي مَا لَيْسَ لَكَ بِهِ عِلْمٌ فَلَا تُطِعْهُمَا وَصَاحِبْهُمَا فِي الدُّنْيَا مَعْرُوفًا وَاتَّبِعْ سَبِيلَ مَنْ أَنَابَ إِلَيَّ ثُمَّ إِلَيَّ مَرْجِعُكُمْ فَأُنَبِّئُكُمْ بِمَا كُنْتُمْ تَعْمَلُونَ ۝١٥﴾ [لقمان:14–15]
- ﴿وَوَصَّيْنَا الْإِنْسَانَ بِوَالِدَيْهِ إِحْسَانًا حَمَلَتْهُ أُمُّهُ كُرْهًا وَوَضَعَتْهُ كُرْهًا وَحَمْلُهُ وَفِصَالُهُ ثَلَاثُونَ شَهْرًا حَتَّى إِذَا بَلَغَ أَشُدَّهُ وَبَلَغَ أَرْبَعِينَ سَنَةً قَالَ رَبِّ أَوْزِعْنِي أَنْ أَشْكُرَ نِعْمَتَكَ الَّتِي أَنْعَمْتَ عَلَيَّ وَعَلَى وَالِدَيَّ وَأَنْ أَعْمَلَ صَالِحًا تَرْضَاهُ وَأَصْلِحْ لِي فِي ذُرِّيَّتِي إِنِّي تُبْتُ إِلَيْكَ وَإِنِّي مِنَ الْمُسْلِمِينَ ۝١٥﴾ [الأحقاف:15]
- ﴿حُرِّمَتْ عَلَيْكُمْ أُمَّهَاتُكُمْ وَبَنَاتُكُمْ وَأَخَوَاتُكُمْ وَعَمَّاتُكُمْ وَخَالَاتُكُمْ وَبَنَاتُ الْأَخِ وَبَنَاتُ الْأُخْتِ وَأُمَّهَاتُكُمُ اللَّاتِي أَرْضَعْنَكُمْ وَأَخَوَاتُكُمْ مِنَ الرَّضَاعَةِ وَأُمَّهَاتُ نِسَائِكُمْ وَرَبَائِبُكُمُ اللَّاتِي فِي حُجُورِكُمْ مِنْ نِسَائِكُمُ اللَّاتِي دَخَلْتُمْ بِهِنَّ فَإِنْ لَمْ تَكُونُوا دَخَلْتُمْ بِهِنَّ فَلَا جُنَاحَ عَلَيْكُمْ وَحَلَائِلُ أَبْنَائِكُمُ الَّذِينَ مِنْ أَصْلَابِكُمْ وَأَنْ تَجْمَعُوا بَيْنَ الْأُخْتَيْنِ إِلَّا مَا قَدْ سَلَفَ إِنَّ اللَّهَ كَانَ غَفُورًا رَحِيمًا ۝٢٣﴾ [النساء:23]
- ﴿مَا جَعَلَ اللَّهُ لِرَجُلٍ مِنْ قَلْبَيْنِ فِي جَوْفِهِ وَمَا جَعَلَ أَزْوَاجَكُمُ اللَّائِي تُظَاهِرُونَ مِنْهُنَّ أُمَّهَاتِكُمْ وَمَا جَعَلَ أَدْعِيَاءَكُمْ أَبْنَاءَكُمْ ذَلِكُمْ قَوْلُكُمْ بِأَفْوَاهِكُمْ وَاللَّهُ يَقُولُ الْحَقَّ وَهُوَ يَهْدِي السَّبِيلَ ۝٤﴾ [الأحزاب:4]
- ﴿الَّذِينَ يُظَاهِرُونَ مِنْكُمْ مِنْ نِسَائِهِمْ مَا هُنَّ أُمَّهَاتِهِمْ إِنْ أُمَّهَاتُهُمْ إِلَّا اللَّائِي وَلَدْنَهُمْ وَإِنَّهُمْ لَيَقُولُونَ مُنْكَرًا مِنَ الْقَوْلِ وَزُورًا وَإِنَّ اللَّهَ لَعَفُوٌّ غَفُورٌ ۝٢﴾ [المجادلة:2]
- ﴿يَا أُخْتَ هَارُونَ مَا كَانَ أَبُوكِ امْرَأَ سَوْءٍ وَمَا كَانَتْ أُمُّكِ بَغِيًّا ۝٢٨﴾ [مريم:28]

#### الأم في السنة النبوية
- عن أبي هريرة رضي الله عنه قال: جاء رجلٌ إلى رسولِ اللهِ ﷺ فقال: مَن أَحَقُّ الناسِ بحُسنِ صحابتي؟ قال «أمُّك» قال: ثم من؟ قال «ثم أمُّكَ» قال: ثم من؟ قال «ثم أمُّكَ» قال: ثم من؟ قال «ثم أبوك». رواه مسلم
- عن معاوية بن جاهمة السلمي أنَّ جاهمة جاء إلى النَّبيِّ ﷺ فقال يا رسولَ اللهِ أردتُ أن أغزوَ وقد جئتُ أستشيرُك فقال هل لك من أمٍّ قال نعم قال فالزَمْها فإنَّ الجنَّةَ عند رِجلِها. رواه الألباني
- عن عبد الله بن عباس رضي الله عنهما قال: "أَتَتِ امرأةٌ النبيَّ ﷺ، فقالت: يا رسولَ اللهِ إنَّ أمي ماتت وعليها صومُ خَمسةَ عَشَرَ يومًا. قال: أَرَأَيْتِ لو أنَّ أُمَّكِ ماتت وعليها دَيْنٌ أَكُنْتِ قاضِيَتَهُ؟ قالت: نعم. قال اقْضِي دَيْنَ أُمِّكِ". رواه الألباني

## الأم البديلة

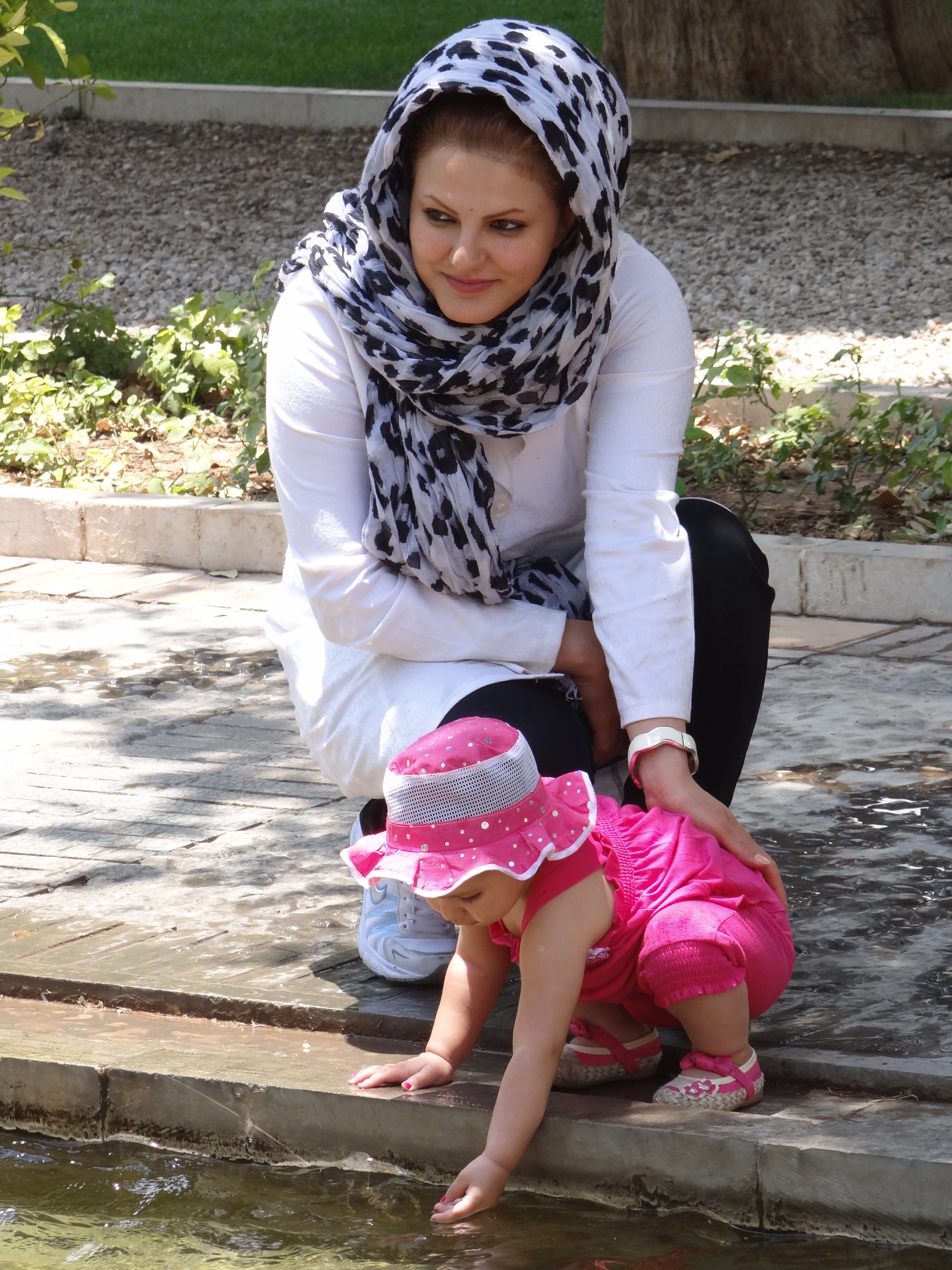
أم إيرانية مع طفلتها على حافة النهر

الأم البديلة، هي امرأة تحمل الجنين (أي يؤجَّر رحمها لحمل جنين)، وهذا يكون بنقل البويضة المخصبة لرحمها من امرأة أخرى، وذلك لعدم مقدرة الام الواهبة على الانجاب بيولوجيا. وبالتالي، فإنها تحمل وتلد طفلا وهي ليست الأم البيولوجية للطفل. لاحظ أن هذا يختلف من امرأة تصبح حاملا عبر الإخصاب. في المختبر.
حاليا، مع التقدم في التكنولوجيات الإنجابية، يمكن تقسيم وظيفة الأمومة بين الأم البيولوجية للجنين (التي تقدم البويضة) والام المتبرعة برحمها للحمل (المعروفة كبديل).
اسم الأم في كثير من الأحيان هو نظرة للمرأة غير الوالدة بيولوجيا. والأكثر شيوعا هو الأم المتبنية أو زوجة الأب. حاليا، ومع تقدم تقنية الإنجاب، يمكن لوظيفة الأمومة البيولوجية أن تنقسم بين الأم المقدمة للبويضة والأم الحامل. نظريا لا يمكن أن تكون المرأة الحامل هي الأم اجتماعيا.
تاريخيا، كانت مهمة تربية الأبناء من مهام الأم كليا. ولكن بداية من القرن العشرين، أعطي الأب دورا أكبر في رعاية الأبناء في البلدان الغربية.

## معدل الإنجاب
بينت الإحصاءات أن معدل إنجاب المرأة يختلف باختلاف الأقطار وباختلاف الحضارات. تعاني البلاد الأوروبية وأمريكا الشمالية بنقص في معدل ولادة النساء، بحيث يقل عدد المواليد عن عدد المتوفين، الشيء الذي يؤدي إلى تناقص مستمر في تعداد السكان.
وتعطي الإحصائية المعدلات التالية لبعض البلاد (معدلات عام 2013)، أي متوسط عدد الأطفال التي تنجبهم امرأة في حياتها:
- النيجر: 0و7
- أفغانستان: 5و5
- الهند: 6و2
- المكسيك:3و2
- الولايات المتحدة: 0و2
- المملكة المتحدة: 9و1
- النرويج: 8و1
- الصين: 6و1
- ألمانيا، إيطاليا، اليابان: 4و1
- الأردن:5و3